# Natallia Arsienieva
Natallia Aliaxieïewna Arsienieva (biélorusse : Наталля Аляксееўна Арсеньева; russe : Ната́лья Алексе́евна Арсе́ньева), née le 20 septembre 1903 à Bakou et morte le 25 juillet 1997 à Rochester dans l’État de New York, est une dramaturge, poète et traductrice biélorusse. Elle est mariée à Frantsichak Kouchal (en).

## Biographie
Natallia Arsienieva passe son enfance à Vilnius où elle obtient son diplôme de gymnase biélorusse en 1921. Elle étudie au département d'art de l'université de Vilnius. En 1922, elle épouse Frantsichak Kouchal. À l'automne, elle est arrêtée et déportée au Kazakhstan. Après sa libération, elle déménage à Minsk, où elle travaille pour le journal Biélorusse pendant la Seconde Guerre mondiale. En 1944 elle s'installe en Allemagne et dans les années 1950, elle s'installe aux États-Unis, où elle travaille pour le journal Biélarous et pour Radio Free Europe/Radio Liberty. Natallia Arsienieva meurt le 25 juillet 1997 à Rochester dans l’État de New York